# Krista Voda
Krista Voda, né le 31 mai 1974, est une commentatrice sportive américaine dans le domaine de la course automobile. Elle commente notamment la NASCAR, dans les stands, sur le réseau de télévision FOX, et présente les émissions d'avant-course The Setup et Trackside sur Speed.